# アッベ数
アッベ数 (Abbe's number) または逆分散率は、透明体の色分散（屈折率の波長による変化）を評価する指標である。ドイツの物理研究者エルンスト・アッベ（Ernst Abbe, 1840年 - 1905年）の名前からきている。

## 定義
材料のアッベ数 {\displaystyle {\nu }} は、フラウンホーファー線波長における屈折率によって定義される。以下に示すようにいくつかの定義があり、添え字によって区別される。
{\displaystyle {\nu }_{\rm {D}}={\frac {n_{\rm {D}}-1}{n_{\rm {F}}-n_{\rm {C}}}}}
{\displaystyle {\nu }_{\rm {d}}={\frac {n_{\rm {d}}-1}{n_{\rm {F}}-n_{\rm {C}}}}}
{\displaystyle {\nu }_{\rm {e}}={\frac {n_{\rm {e}}-1}{n_{\rm {F'}}-n_{\rm {C'}}}}}
ただし
| {\displaystyle n_{\rm {D}}}  | :フラウンホーファーのD線 (589.3 nm) に対する屈折率  |
| {\displaystyle n_{\rm {d}}}  | :フラウンホーファーのd線 (587.56 nm) に対する屈折率 |
| {\displaystyle n_{\rm {F}}}  | :フラウンホーファーのF線 (486.1 nm) に対する屈折率  |
| {\displaystyle n_{\rm {C}}}  | :フラウンホーファーのC線 (656.3 nm) に対する屈折率  |
| {\displaystyle n_{\rm {e}}}  | :フラウンホーファーのe線 (546.1 nm) に対する屈折率  |
| {\displaystyle n_{\rm {F'}}} | :フラウンホーファーのF'線 (488.0 nm) に対する屈折率 |
| {\displaystyle n_{\rm {C'}}} | :フラウンホーファーのC'線 (643.9 nm) に対する屈折率 |

一般的には{\displaystyle {\nu }_{\rm {d}}}またはまたは{\displaystyle {\nu }_{\rm {e}}}が用いられることが多い。
分散率はアッベ数の逆数である。分子・分母とも無次元なので、アッベ数は無次元量である。

## アッベ数と光学ガラス
アッベ数は光学ガラスの評価に用いられる。たとえば、フリントガラスは {\displaystyle {\nu }} < 50 でクラウンガラスは {\displaystyle {\nu }} > 50である。{\displaystyle {\nu }} 値は高密度のフリントガラスの約20から、クラウンガラスの 60ぐらいまで分布している。
2013年時点で研磨用光学ガラスとして最もアッベ数の小さく高分散だったオハラ社のS-NPH3はアッベ数は約17であった。また試作品であれば2013年時点でアッベ数15程度のものまで開発されている。一方で大きなアッベ数を持つガラスとしては、2018年にアッベ数101を持つ異常分散ガラスである「K-FIR100UV」が製品化されている
アッベ数が大きいことは分散が小さいことを示す。
各種の光学ガラスの光学的性質は、横軸にアッベ数、縦軸に屈折率をとった図（nd-{\displaystyle {\nu }}d ダイアグラム）によって整理されることが多い。
結晶性材料としてはフッ化物の結晶には低分散（大アッベ数）のものが多く存在し、特にアッベ数95の蛍石（フッ化カルシウム）が代表的である。